# Comprimé

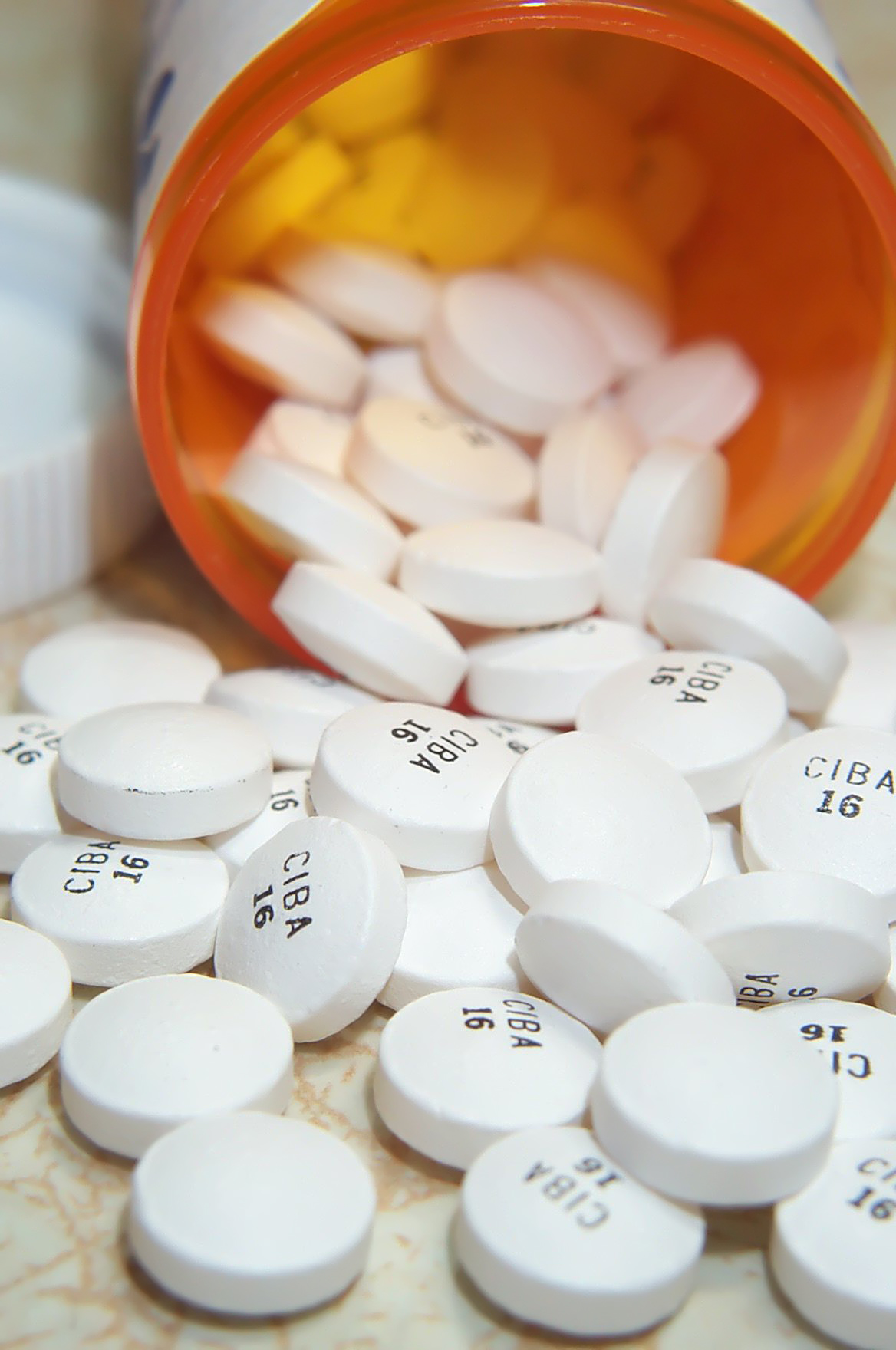
Comprimés imprimés

Un comprimé est une forme pharmaceutique solide, destinée à la voie orale, équivalent à une dose (unité de prise) qui peut contenir une ou plusieurs substances actives (principe actif). Les comprimés sont obtenus en  agglomérant par compression un volume de particules (poudre ou granule). Les comprimés sont avalés ou croqués, dissous ou désagrégés dans de l’eau, certains doivent rester dans la bouche pour y libérer la substance (comprimé à sucer ou sublingual).
Historiquement, la pilule est l'ancêtre du comprimé, terme qui désigne aujourd'hui la  « pilule contraceptive ».
Les particules sont constituées d’une ou plusieurs substances actives, additionnées ou non d’excipients tels que : diluants (fillers), liants (binders), désagrégeants, agents d’écoulement (glidants), lubrifiants,, composés pouvant modifier le comportement de la préparation dans le tube digestif, colorants, arôme.
Les comprimés sont généralement de la forme d’un cylindre droit dont les faces inférieures et supérieures peuvent être plates ou convexes et les bords biseautés,,. Ils peuvent porter des barres de cassures (comprimé sécable), un sigle ou un autre signe,,.

## Variantes
Il existe de nombreuses variantes de comprimés :
- Comprimés non enrobés
  - Comprimé nu « classique » 
 Le comprimé est avalé, il se dissout[7] et peut être absorbé dans tout le tractus gastro-intestinal[8],[1].
  - Comprimé à sucer
 Il ne doit pas être avalé mais sucé, la substance active pouvant passer dans le sang via les muqueuses de la bouche.
  - Comprimé sublingual
 Il ne doit pas être avalé mais placé sous la langue où il va se dissoudre ou fondre. La substance active passe dans le sang par les muqueuses du dessous de la langue, riches en vascularisation[9].
  - Comprimé effervescent
 Il se désagrège dans un verre d'eau[10],[11],[12].
  - Comprimé dispersible
 Il se désagrège rapidement dans un verre d'eau[12],[13].
  - Comprimé orodispersible
Le comprimé se désagrège en quelques secondes dans la bouche[14]. Il existe plusieurs technologies pour provoquer une désagrégation rapide. Par exemple, les comprimés Lyoc : on trouve beaucoup ce type de comprimé dans les médicaments sans ordonnance où le patient recherche plus de confort. L'orodispersible permet en effet de prendre de gros comprimés sans risque de fausse route. Il comporte souvent un arôme variable selon les cultures : banane, fruit rouge (cassis ou fraise), menthe, capuccino ou citron en France, ou encore cannelle ou chocolat aux  É.-U..

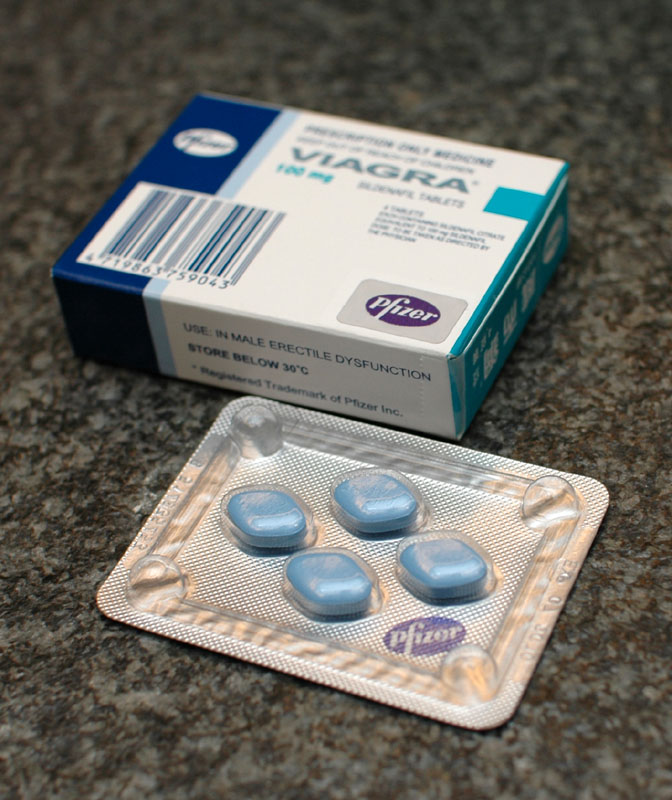
Comprimés pelliculés de Viagra (Sildénafil)

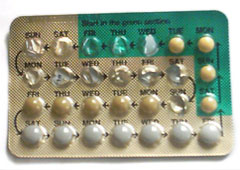
Blister de pilules contraceptives

- Comprimé enrobé (dragéifié)
Le comprimé est enrobé, pour obtenir un effet particulier (comme la gastro-résistance) ou pour cacher la couleur ou un goût désagréable ou encore, avoir une couleur « commerciale »[15], par exemple le Viagra est bleu de la couleur du logo du laboratoire qui le commercialise. Le comprimé est lisse et brillant.
  - Comprimé pelliculé (ou filmé)
 L'enrobage est en général un film polymère très fin utilisé pour cacher la couleur ou le goût du médicament[16].
- Comprimés Particuliers
  - Comprimé gastro-résistant
Des excipients, un pelliculage ou un enrobage particulier font que le médicament ne fond pas et ne se dissout pas dans l'estomac, afin de protéger la substance active des sucs gastriques acides ou pour protéger l'estomac d'un effet néfaste de la substance active (par exemple les AINS tels l'aspirine empêchent l'estomac de se protéger contre sa propre acidité. Un ulcère peut alors apparaître.)
  - Comprimé à libération prolongée
Des excipients, un pelliculage ou un enrobage particulier font que la substance active va se libérer lentement tout au long du transit intestinal. Cela permet de maintenir l'effet du médicament sur plusieurs heures et de réduire le nombre de prises par jour.
  - Comprimé à libération modifiée
Des excipients, un pelliculage ou un enrobage particulier font que la substance active va se libérer à un moment particulier, en général sur une fenêtre d'absorption (la substance active n'est absorbée qu'à un endroit particulier de l'intestin.)
  - Pilule
À l'origine, la pilule est une forme officinale de fabrication peu aisée : il s'agit de préparer une sorte de pâte qui sera découpée en petits cubes qui seront ensuite "roulés" afin d'obtenir cette petite forme ronde. La pilule est une forme désuète, qui ne se rencontre plus à l'heure actuelle. L'usage du terme "pilule" pour désigner les pilules contraceptives est en fait un abus de langage. Les pilules contraceptives sont en réalité de petits comprimés.

## Fabrication
Il existe trois principales méthodes de fabrication d'un comprimé, le choix se faisant principalement selon les caractéristiques physico-chimiques des composants du comprimé (substance active et excipients) : 
- granulation par voie humide ; C'est une technique très largement utilisée car elle permet une agglomération très efficace des poudres quand le principe actif supporte l'action de l'humidité et de la chaleur. Le cœur de l'opération consiste à ajouter au mélange pulvérulent une solution liante[17],[18]. Ce procédé d'agglomération et de densification présente de nombreux avantages. il maintient l'homogénéité du mélange pulvérulent constitué du principe actif et des excipients. Il évite les phénomènes de séparation de particules de densités différentes lors des opérations de transfert vers les différents équipements qui interviennent dans le processus globale (transfert entre la cuve de granulation et la presse à comprimer; transfert vers les ensacheuses.). La granulation humide permet de conserver la reproductibilité d'obtenir le dosage souhaité par unité de prise. Elle assure un bon écoulement (rapide et régulier) du mélange tout le long du processus de fabrication du comprimé.
- Compression directe ;
- granulation par voie sèche. Ce procédé d'agglomération et de densification concerne les principes actifs sensibles à la chaleur et/ou à l'humidité[17],[19]. C'est aujourd'hui une technique peu à peu abandonnée du fait de l'usure prématurée des équipements qu'elle entraîne et des cadences lentes qu'elle impose[20]. Ce procédé est remplacé par la technique du compactage consistant à admettre le mélange de poudre dans l'entrefer de deux cylindres lisses tournant en sens inverse.